# Castello di Agnino
Il castello di Agnino è un castello malaspiniano che si trova ad Agnino, frazione di Fivizzano.

## Storia
I documenti su questo castello sono pochi, tanto da rendere di difficile conoscenza la storia del maniero. Il primo testo che ne fa cenno è del 1275, anno in cui il feudo di Filattiera viene diviso e Agnino passa a Francesco Malaspina marchese di Olivola.
Gli anni successivi sono molto confusi politicamente poiché nella media valle del Rosarno varie piccole signorie locali più o meno autonome, avverse ai Malaspina, vollero offrire i propri diritti feudali alla Repubblica di Lucca in cambio di protezione, e ciò diede avvio a tensioni e lotte tra questa ed i marchesati malaspiniani. Il 29 settembre 1302 una metà dei vassalli di Agnino, già sotto il marchese Francesco, cugino del marchese Spinetta Malaspina, giurarono fedeltà al lucchese Alberigo da Verrucola Bosi, riconoscendo di dipendergli ex auctoritate lucani Comunis. L'altra metà riconosceva l'autorità del lucchese Bosello dei Dallo.
Sono questi anche gli anni in cui Castruccio Castracani cerca di creare un unico grande stato nel nord della Toscana: durante le sue campagne militari nel 1319 distrugge i castelli ad Agnino, Equi e Tendola. Morto Castruccio il castello di Agnino passa a Spinetta e al marchesato di Fivizzano, seguendone le sorti, compresa l'annessione a metà del XIV da parte della Repubblica di Firenze. Durante il passaggio in Italia di Carlo VIII di Francia il marchese di Fosdinovo Gabriele II Malaspina si impossessò del castello, saccheggiò Fivizzano e mise sotto assedio Verrucola.

## Descrizione
Del castello si sono conservate le mura perimetrali, probabilmente del secolo XIII o XIV, all'interno del quale sorgeva la parte più antica del maniero: questa non esiste più, e dentro le mura c'è una vigna. Ad oggi il toponimo "castello" ad Agnino indica una delle due parti del borgo, che si contrappone a quello detto "villa", cinto di mura dotate di quattro torri. Di queste, ancora esistenti a fine XIX secolo, solo una resta in piedi, nella parte bassa del borgo e coperta di erba. Quel poco che rimane delle mura in alcuni punti mostra ancora tracce di merli.